# Pseudoathyreus porcatus
Pseudoathyreus porcatus es una especie de coleóptero de la familia Geotrupidae.

## Distribución geográfica
Habita en África.